# 2-ヒドロキシメチルグルタル酸デヒドロゲナーゼ
2-ヒドロキシメチルグルタル酸デヒドロゲナーゼ（2-hydroxymethylglutarate dehydrogenase）は、次の化学反応を触媒する酸化還元酵素である。
(S)-2-ヒドロキシメチルグルタル酸 + NAD+ {\displaystyle \rightleftharpoons } 2-ホルミルグルタル酸 + NADH + H+
反応式の通り、この酵素の基質は(S)-2-ヒドロキシメチルグルタル酸とNAD+、生成物は2-ホルミルグルタル酸とNADHとH+である。
組織名は(S)-2-hydroxymethylglutarate:NAD+ oxidoreductaseで、別名にHgDがある。